# Dremel

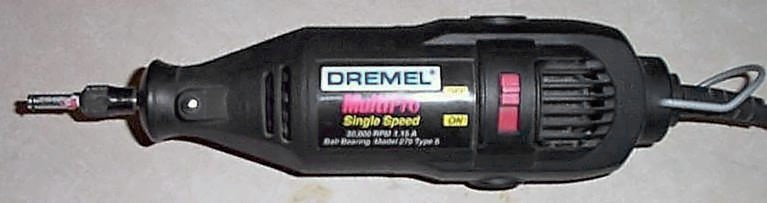
En MultiPro Dremel

Dremel är ett varumärkesord och namnet på en tillverkare av elektriska hobbyverktyg, så kallade multiverktyg eller finborrslip. Verktyget är ett handhållet rotationsverktyg med en stor mängd tillbehör för skärande och slipande bearbetning. Till skillnad från vanliga elverktyg använder det hastighet istället för vridmoment för att verka på arbetsstycket och det finns Dremelverktyg med ställbar hastighet mellan 3000 och 37000 varv/min. Dremel har idag många efterföljare.
Albert J. Dremel grundade företaget Dremel 1932 i Racine, Wisconsin. Dremel är sedan 1993 ett varumärke  ägt av Robert Bosch GmbH.